# Liste der Monuments historiques in Charmauvillers
Die Liste der Monuments historiques in Charmauvillers führt die Monuments historiques in der französischen Gemeinde Charmauvillers auf.

## Liste der Objekte
| Bezeichnung | Beschreibung          | Standort                                     | Kennzeichnung | Schutzstatus | Datum | Bild |
| ----------- | --------------------- | -------------------------------------------- | ------------- | ------------ | ----- | ---- |
| Glocke      | Bronze, 1691 gegossen | in der Kirche St-Blaise (Lage)               | PM25000496    | Classé       | 1942  |      |
| Glocke      | Bronze, 1695 gegossen | in der Kapelle Notre-Dame-des-Ermites (Lage) | PM25000497    | Classé       | 1942  |      |